# Paulino Alcántara
Paulino Alcántara Riestrá (* 7. Oktober 1896 in Iloilo City, Philippinen; † 13. Februar 1964 in Barcelona, Spanien) war ein philippinisch-spanischer Fußballspieler und Fußballtrainer. Mit 395 in 399 Pflicht- und Freundschaftsspielen war er für mehrere Jahrzehnte der Spieler mit den meisten Toren für den FC Barcelona. Er lief sowohl für die philippinische als auch die spanische Fußballnationalmannschaft auf. Nach seiner Karriere war Paulino Alcántara als Arzt tätig. 1951 trainierte er kurzzeitig die spanische Nationalmannschaft.

## Leben
Als die Philippinen noch eine spanische Kolonie waren, wurde Alcántara als der Sohn einer philippinischen Mutter und eines spanischen Soldaten geboren. Der Stürmer wuchs in Barcelona auf und spielte anfangs beim FC Galeno, ehe er von Joan Gamper zum FC Barcelona geholt wurde. Am 25. Februar 1912 bestritt er im Alter von 15 Jahren, vier Monaten und 18 Tagen sein erstes Spiel für die Kampfmannschaft der Katalanen; die Partie im Rahmen der Katalanischen Meisterschaft gegen den SC Catalá endete mit 9:0 für den FC Barcelona. Alcántara, der in diesem Spiel die ersten drei Tore erzielte, ist noch heute der jüngste Spieler, der jemals für den FC Barcelona spielte, und somit auch der jüngste Torschütze der Vereinsgeschichte. Mit ihm gewann der Verein 1913 und 1916 die Katalanische Meisterschaft sowie 1913 zusätzlich die Copa del Rey.
Alcántaras Eltern entschieden sich 1916, auf die Philippinen zurückzukehren und ihren Sohn mitzunehmen. Dort studierte er Medizin und spielte für den Bohemians Club aus Manila. Außerdem wurde er 1917 in die Nationalmannschaft der Philippinen berufen, mit der er an den Fernostspielen im japanischen Tokio teilnahm, wo die Japanische Fußballnationalmannschaft mit 15:2 bezwungen wurde – der höchste philippinische Länderspielsieg bisher. In dieser Zeit vertrat er sein Land auch bei internationalen Tischtennis-Veranstaltungen. Der FC Barcelona bemühte sich in Gesprächen mit Alcántaras Eltern lange vergebens um eine Rückkehr des Spielers nach Spanien. Als sich der Stürmer jedoch mit Malaria infizierte, weigerte er sich, sich behandeln zu lassen, solange er nicht nach Spanien zurückkehren dürfe, worauf seine Eltern schließlich einwilligten.

### Karriere beim FC Barcelona

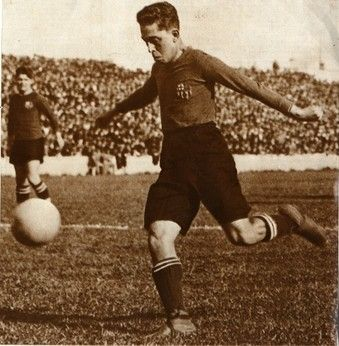
Paulino Alcántara auf dem Spielfeld

Nach seiner Rückkehr wurde Alcántara von Trainer Jack Greenwell zunächst als Abwehrspieler eingesetzt, jedoch bald wieder in den Angriff gezogen und gewann 1919 erneut den Championat de Catalunya. Das Finale der Copa del Rey wurde im selben Jahr noch mit 5:2 gegen Arenas Club de Getxo verloren, 1920 konnte man jedoch nach einer weiteren Katalanischen Meisterschaft den Pokal gewinnen. Gemeinsam mit seinem argentinischen Sturmpartner Sagi-Barba sowie Ricardo Zamora, Josep Samitier und Félix Sesúmaga läutete Alcántara den Beginn der ersten „Goldenen Ära“ Barças ein. Insgesamt konnte der Offensivspieler zehnmal den Championat de Catalunya und fünfmal die Copa del Rey gewinnen. Am 5. Juli 1927 beendete er seine Spielerkarriere, um Arzt zu werden. Zwischen 1931 und 1934 gehörte er dem Aufsichtsrat des FC Barcelona an.

### Nationalmannschaft
Bereits vor seinen Spielen für die philippinische Nationalmannschaft debütierte Alcántara 1915 für die katalanische Fußballauswahl, für die er bis 1924 einige Spiele bestritt. Der Trainer der spanischen Nationalmannschaft berief den gebürtigen Filipino in den Kader für die Olympischen Sommerspiele 1920 in Antwerpen. Alcántara entschied sich jedoch, zuhause zu bleiben, da er zu jener Zeit kurz vor den Abschlussprüfungen seines Medizinstudiums stand; das spanische Team gewann ohne ihn die Silbermedaille. Zwischen 1921 und 1924 spielte der Stürmer fünfmal für Spanien, wobei er sechs Tore erzielte. Im Jahre 1951 war Paulino Alcántara für drei Spiele als spanischer Nationaltrainer tätig, gewann davon aber nur eins und wurde anschließend von Ricardo Zamora abgelöst.

## Erfolge
- Copa del Rey: 1913, 1920, 1922, 1925, 1926
- Katalanische Meisterschaft (10): 1913, 1916, 1919, 1920, 1921, 1922, 1924, 1925, 1926, 1927
- Pyrenäen-Cup (1): 1913
- Philippinische Meisterschaft (2): 1916, 1917
- Silbermedaille bei den Fernostspielen (1): 1917